# Tratatul de la Shimonoseki

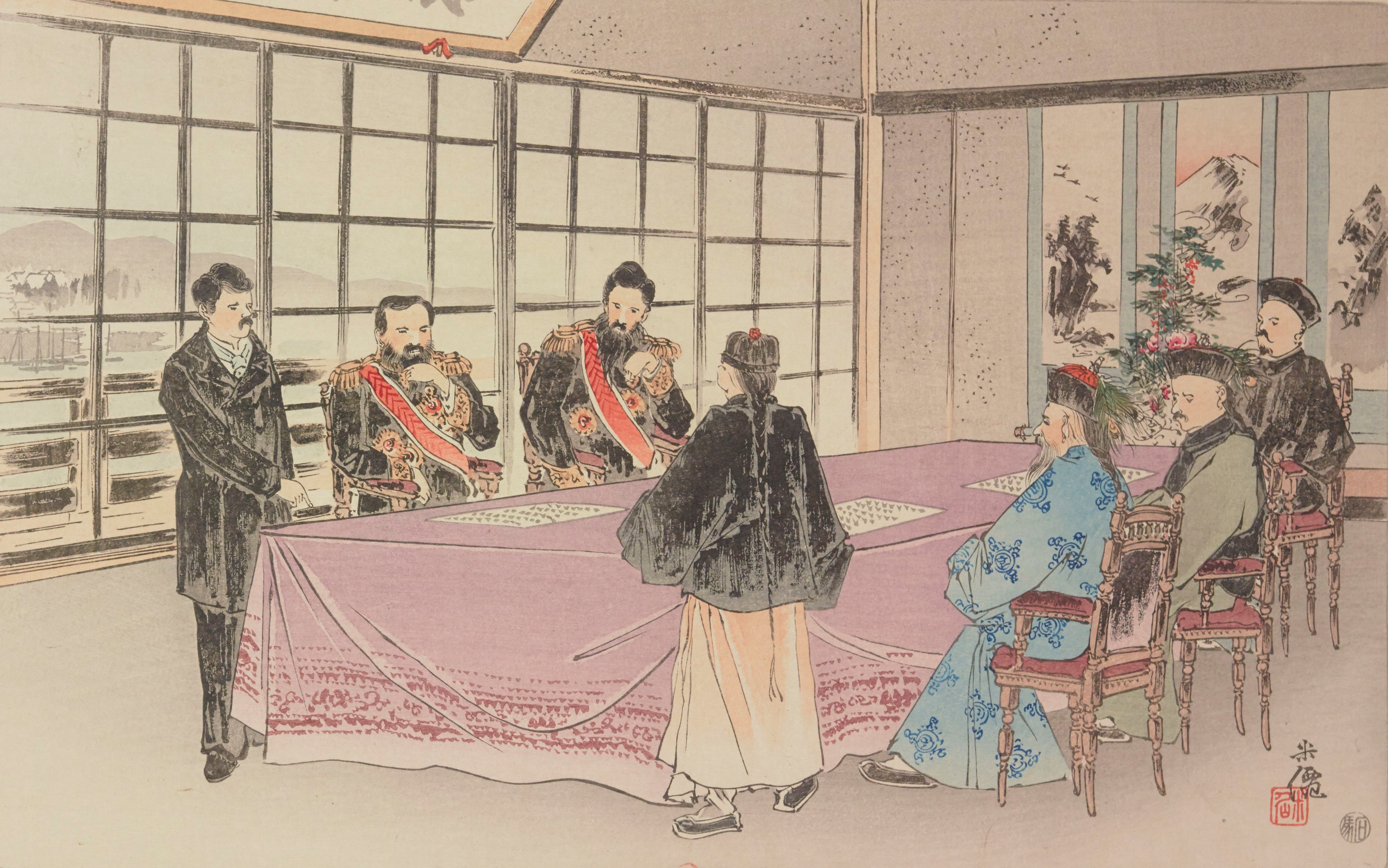
Semnarea Tratatului de la Shimonoseki

Tratatul de la Shimonoseki (în japoneză: 下 关 条约), cunoscut sub numele de Tratatul de la Maguan ( Chineză: 马关条约; chineză tradițională: 马关条约; ) în China, a fost semnat la Shunpanrō Sala de pe 17 aprilie 1895, între Imperiul Japonez și  China, și care a dus la încheierea primului război chino-japonez. Conferința de Pace a avut loc între 20 martieși 17 aprilie 1895
Articolul 1: China recunoaște definitiv independența deplină și completă și autonomia noului stat Coreea, și în consecință, plata unui tribut ș formal de către Coreea spre China
Articolele 2 și 3 China cedează Japoniei pentru eternitate suveranitatea deplină a grupului Penghu, Taiwan și partea de est a golfului din Peninsula Liaodong împreună cu toate fortificațiile, arsenalele și proprietățile particulare
4: China este de acord să plătească sub formă de tribut Japoniei, ca o indemnizație de război, suma de 200 milioane taeli Kuping 
Articolul 6: China deschide porturile Shashih, Chungking, Soochow Hangchow Japoniei. Mai mult, China acordă tratamentul națiunii celei mai favorizate Japoniei. 
[
Tratatul a pus capăt primului război chino-japonez 1894-1895 ca pe o victorie clară a Japoniei. În acest tratat, China a recunoscut independența statului Coreea și a renunțat la orice pretenții de la această țară. Acesta a cedat, de asemenea, peninsula Liaodong (pe atunci cunoscut ca presa occidentală Liaotung - partea de sud a Fengtian , acum parte din provincia Liaoning, insulele din Taiwan (Formosa) și Penghu Japoniei. China a plătit Japoniei, de asemenea, o indemnizație de război de 200 de milioane taeli Kuping, precum și semnarea unui tratat comercial similar cu cele semnate anterior de către China, cu diversele puteri occidentale în urma războaielor opiumului. Acest tratat comercial a confirmat deschiderea diverselor porturi și râuri comerciale japonezilor.
Valoarea indemnizației pe care, China a trebuit să o plătească : o despăgubire de 200 de milioane de argint kuping taels Japoniei. O kuping tael este de aproximativ 37.3 grame argint. Cele 200 de milioane taels kuping este de aproximativ 7.45 milioane kg de argint. Mai târziu, Japonia a fost forțată să re-cedeze peninsula Liaodong, după Tripla intervenție a Rusiei, Germaniei și Franței, și a cerut mai mulți bani - o suplimentare de 30 milioane kuping (1120000 kg) de argint 
Chinei, valoarea totală fiind astfel peste 8.500 de tone de argint. Rusia a preluat mai târziu controlul peninsulei și geopolitice strategice Port Arthur.
Tratatul a fost elaborat de John W. Foster, fostul secretar de stat american, și consilier al dinastiei Qing. A fost semnat de contele Ito Hirobumi și vicontele Munemitsu Mutsu din partea împăratului Japoniei și Hongzhang Li si JJingfang Li, în numele împăratului Chinei. Înainte de a fi semnat tratatul, Li Hongzhanga fost atacat de un extremist de dreapta japonez pe 24 martie: el a fost concediat de la tratative și rănit pe drumul său înapoi la locuința lui de la templu Injoji. Această tentativă de asasinat a stârnit proteste publice și a forțat japonezii să-și tempereze cererile lor și sunt de acord la un armistițiu temporar. Conferința a fost temporar suspendată și reluată pe 10 aprilie
Condițiile impuse în China de Japonia a dus la intervenția Triplei Alianțe dintre Rusia, Franța și Germania, puterile occidentale active în China, cu enclave stabilite și porturi, la doar șase zile după semnarea acestuia. Ei au cerut ca Japonia să retragă de pe peninsula Liaodong, îngrijorat de faptul că Lüshun, numit apoi Port Arthur de occidentali, ar cădea sub control japonez. Țarul Nicolae al II-lea al Rusiei (de jure aliat al Franței) și sfătuitorii lui imperiali, inclusiv vărul său consilier-prieten rivalul Kaiser Wilhelm II al Germaniei, a avut planuri pentru Port Arthur, care ar putea servi Rusia pe timp de iarnă ca port.
Sub amenințarea războiului cu cele trei puteri politice occidentale, în noiembrie 1895, Japonia - o națiune în curs de dezvoltare care era slab percepută eventual ca putere regională- și-a retras controlul asupra teritoriului său și a retras cererea de jure pe peninsula Liaotung în schimbul unei indemnizații de război suplimentare de la China. La acea vreme, puterile europene nu aveau interese politice care ar fi contracarat condițiile tratatului așa că au dat mână liberă japonezilor în Coreea , iar acest lucru s-a dovedi a fi o eroare diplomatică.
În termen de câteva luni de la retrocedarea peninsulei Liaodong de către Japonia, Rusia a început construcția de pe peninsula și o cale ferată pentru a uni Harbin cu Port Arthur, în ciuda unor proteste din partea Chinei. În cele din urmă, Rusia a fost de acord să ofere o soluție diplomatică (a se vedea Territoriile închiriate Kwantung) Imperiului chinez, și au convenit asupra unui contract de leasing pentru a salva demnitatea Chinei, în loc de a anexa pur și simplu Manciuria. În termen de doi ani, Germania, Franța și Marea Britanie au luat în mod similar inițiative economice politice și alte oportunități în Imperiul chinez slab, fiecare luând controlul asupra unor regiuni semnificative. Japonia a luat de asemenea act de modul în care comunitatea internațională a permis marilor puteri să trateze statele mai slabe, și a continuat măsurile sale remarcabile în procesul de transformare într-un stat industrial modern și o mare putere militară, ceea ce a și demonstrat în războiul ruso-japonez care a avut loc un deceniu mai târziu.
Din Taiwan, oficiali pro-Qing și elemente ale nobilimii locale, a declarat Republica Formosa, în 1895, dar nu a reușit să câștige recunoaștere internațională.
În China, Tratatul a fost considerat o umilire națională de birocrație și a slăbit foarte mult sprijinul dat dinastiei Qing. Deceniile anterioare ale mișcării de auto-Consolidarea au fost considerate a fi un eșec și sprijinul crescut pentru schimbări mai radicale în sistemele politice și sociale a Chinei, care a condus la reformă, o sută de zile și eliminarea examenelor birocratice, urmată de căderea dinastiei Qing însăși în 1911.
Tripla intervenție este considerată de mulți istorici japonezi ca fiind un punct crucial de cotitură istorică în domeniul afacerilor externe japonez - din acest punct elemente naționaliste, expansioniste, și militante să coordoneze Japonia la o politică externă bazată în principal pe elementele hegemoniei economice față de imperialismul Câștigător .
Atât Republica Chineză, care controlează acum Taiwan, și Republica Populară Chineză, care controlează acum China consideră că dispozițiile din tratat transferul Taiwanului, Japoniei au fost inversate de Instrumentul capitulării Japoniei. În plus, se afirmă că, pe 28.04.1952 conținutul Tratatului de la Shimonoseki a fost anulat în mod oficial prin ceea ce este cunoscut ca Tratatul de la Taipei cu Republica Chineză. 
Republica Populară Chineză nu recunoaște tratatul de la Taipei.
Rusia a pierdut puțin timp după intervenția Triplei Alianțe pentru a muta oameni și materiale în peninsula Liaodong și a început construirea unei căi ferate de la ambele capete - Port Arthur și Harbin, pentru a avea o bază operațională la oceanul pacific singura bază rusească era în insula Sahalin care era blocată de ghiață 4 luni pe an.
Rusia a îmbunătățit, de asemenea, instalațiile portuare de la Port Arthur și a fondat orașul port comercial la Dalny (Dalian).
Acest port fără gheață naturală din Port Arthur / Lüshun va servi pentru a face Rusia o mare mare, precum și puterea cu cel mai mare teritoriu. Rusia avea nevoie de acest port fără gheață pentru a obține statutul de putere mondială, deoarece în Europa statutul său a fost permanent erodat de către Imperiul Otoman și aliații săi .
Cu toate acestea, omisiunea de la realitatea geopolitică, ignorarea Japoniei și mâna liberă acordată acesteia cu privire la Coreea .
Aceste evenimente au dus la războiul ruso-japonez din 1904-1905 de către armata japoneză reînnoită și modernizată.